# Julia Emilia Valdés Borrero
Julia Emilia Valdés Borrero (Santiago de Cuba, 26 de febrero de 1952) es una pintora cubana.

## Formación
Estudia en Escuela Taller de Artes Plásticas “José Joaquín Tejada” de Santiago de Cuba, en la Escuela Nacional de Arte de La Habana e Historia del Arte en la Universidad de Oriente de Santiago de Cuba.

## Exposiciones personales y colectivas

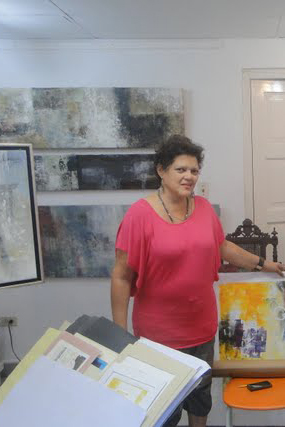
Julia Valdés en La Habana

Su primera exposición personal la realiza en 1978 "Oleos y Temperas, Julia Valdés/Omar Puente". Galería Oriente, Santiago de Cuba, así como "Pinturas, Julia Valdés/Alberto Lescay", Galerie ACUD, Berlín, Alemania, 1993. 
Participa en importantes exposiciones internacionales como la Primera y la Segunda Bienal de La Habana, Museo Nacional de Bellas Artes, La Habana.

## Premios
Obtiene varios premios por sus obras entre los que destacan:
- El obtenido el año 1979, Primer Premio Pintura, Salón Homenaje al 465 Aniversario de la Fundación de Santiago de Cuba, Galería Oriente, Santiago de Cuba.
- En el 2000 el Gran Premio de Pintura No Morrazo, Galicia, España.

## Obras en colección
Sus principales colecciones se encuentran expuestas en:
- San Ignacio No.154, entre Obispo y Obrapía, Habana Vieja. Habana.
- La Empresa de Proyectos No. 15, Ministerio de la Construcción, Santiago de Cuba.
- Galería Propuesta, Santo Domingo, República Dominicana.
- Galerie Kisch, Berlín, Alemania.
- Museo Emilio Bacardí, Santiago de Cuba.
- Museo Nacional de Bellas Artes, La Habana.

- Datos: Q527844
- Multimedia: Julia Emilia Valdés Borrero / Q527844